# Melanoplus differentialis
Espèce
Melanoplus differentialis (le criquet différentiel) est une espèce d'insectes orthoptères de la famille des Acrididae, originaire d'Amérique du Nord.

## Liste des sous-espèces
Selon Catalogue of Life (6 juin 2014) :
- sous-espèce Melanoplus differentialis differentialis (Thomas, C., 1865)
- sous-espèce Melanoplus differentialis nigricans Cockerell, 1917